# Agrostis personata
Agrostis personata är en gräsart som beskrevs av Elizabeth Edgar. Agrostis personata ingår i släktet ven, och familjen gräs. Inga underarter finns listade i Catalogue of Life.